# Gaon Singles Chart 2010
Le Gaon Singles Chart 2010 est le classement des meilleures ventes de singles en Corée du Sud au cours de l'année 2010.
Le tableau suivant présente la liste des titres ayant été numéro un. Le classement complet de chaque semaine se trouve sur le site officiel.
| Date                                  | Titre                                                              | Artiste                      | Ventes |
| ------------------------------------- | ------------------------------------------------------------------ | ---------------------------- | ------ |
| 11 décembre 2010 au 8 janvier (5)     | Une journée magnifique (좋은 날)                                   | IU                           |        |
| 4 décembre 2010                       | Si tu ressens la même chose que moi (똑같다면)                     | Brown Eyed Soul              |        |
| 27 novembre 2010                      | Comme une étoile (별처럼)                                          | Taeyeon & The One            |        |
| 20 novembre 2010                      | Toujours (언제나)                                                  | Huh Gak                      |        |
| 30 octobre 2010 au 13 novembre (3)    | Hoot (훗)                                                          | Girls' Generation            |        |
| 23 octobre 2010                       | By Instinct (본능적으로)                                           | Kang Seung-yoon feat. Swings |        |
| 16 octobre 2010                       | Irréversible (돌이킬 수 없는)                                      | Ga-in                        |        |
| 9 octobre 2010                        | Alors alors alors (그땐 그땐 그땐)                                 | Supreme Team feat. Young Jun |        |
| 2 octobre 2010                        | C’est toi (그대네요)                                               | Sung Si-kyung feat. IU       |        |
| 18 septembre 2010 au 25 septembre (2) | Go Away                                                            | 2NE1                         |        |
| 11 septembre 2010                     | Pourquoi (왜)                                                      | Supreme Team feat. Young Jun |        |
| 4 septembre 2010                      | Amour amour amour (사랑 사랑 사랑)                                 | F.T Island                   |        |
| 21 août 2010                          | Madonna                                                            | Secret                       |        |
| 14 août 2010 et le 28 aout (2)        | J’arrive toujours à manger (밥만 잘 먹더라)                        | HOMME (Changmin & Lee Hyun)  |        |
| 7 août 2010                           | Je suis comme ça (나 이런사람이야)                                 | DJ DOC                       |        |
| 10 juillet 2010 au 31 juillet (4)     | Bad Girl Good Girl                                                 | miss A                       |        |
| 3 juillet 2010                        | Je souffre à en mourir (죽을 만큼 아파서)                          | MC Mong feat. Mellow         |        |
| 12 juin 2010 au 26 juin (3)           | Paroles vaines (잔소리)                                            | IU with. Seulong             |        |
| 22 mai 2010 au 5 juin (3)             | 2 Different Tears                                                  | Wonder Girls                 |        |
| 15 mai 2010                           | Arrête, le temps! (시간아 멈춰라)                                  | Davichi                      |        |
| 8 mai 2010                            | NU ABO (NU 예삐오)                                                 | F(x)                         |        |
| 1er mai 2010                          | I Geojigateun Mal (이 거지같은 말)                                 | Seo Young-eun feat. Jung Yup |        |
| 24 avril 2010                         | Without U                                                          | 2PM                          |        |
| 17 avril 2010                         | Chitty Chitty Bang Bang                                            | Lee Hyori feat. Ceejay       |        |
| 10 avril 2010                         | Geune (그네)                                                       | Lee Hyori feat. Gary         |        |
| 3 avril 2010                          | Chanson d’amour (널 붙잡을 노래)                                   | Rain                         |        |
| 20 mars 2010 au 27 mars (2)           | Run Devil Run                                                      | Girls' Generation            |        |
| 6 mars 2010                           | Tu me rends folle (너 때문에 미쳐)                                 | T-ara                        |        |
| 20 février 2010                       | Lupin (루팡)                                                       | Kara                         |        |
| 13 février 2010                       | Fais comme moi (날 따라 해봐요)                                    | 2NE1                         |        |
| 6 février 2010                        | Oh!                                                                | Girls' Generation            |        |
| 23 janvier 2010 au 30 janvier (2)     | Je préfère mourir que te laisser partir (죽어도 못 보내)           | 2AM                          |        |
| 2 janvier 2010 au 16 janvier (3)      | Nous sommes tombés amoureux l’un de l’autre (우리 사랑하게 됐어요) | Ga-in et Jo Kwon             |        |